# Cofradía del Rescate (Murcia)
La Hermandad de Esclavos de Nuestro Padre Jesús del Rescate y María Santísima de la Esperanza es una cofradía de culto católico de la Semana Santa de Murcia (Región de Murcia, España) que desfila en la jornada de Martes Santo. Su cotitular, Nuestro Padre Jesús del Rescate, es una de las imágenes más veneradas no sólo en la ciudad de Murcia sino en toda la región.

## Historia
Los orígenes de la Hermandad del Rescate se remontan al mes de junio del año 1941, sobre esa fecha ya se tiene constancia documental de la organización de algunos fieles devotos del Cristo del Rescate o “Cristo de las Manos Atadas”, como popularmente era llamada por entonces la imagen, en la parroquia murciana de San Juan Bautista, con el fin de constituirse en Asociación Pública de Fieles.
Dicha Asociación no era sino el fruto de una devoción histórica que por la citada imagen se profesaba en Murcia desde el siglo XVII, cuando el Cristo se guardaba en el Convento de los Trinitarios. Devoción que aumentó cuando se produjo la exclaustración del convento a mediados del siglo XIX, siendo cedido a la iglesia de San Juan Bautista, en donde se la venera desde entonces.
No será hasta 1943 cuando un grupo de fieles constituyeron la Hermandad de penitencia de manera oficial. De ello queda cumplida constancia en el Acta de Constitución.
La Hermandad procesionó por primera vez con el único paso de Nuestro Padre Jesús del Rescate en 1947. Posteriormente, en el año 1949 se incluiría un nuevo trono con una imagen que hasta entonces no tenía advocación en Murcia, María Santísima de la Esperanza, auspiciada desde un primer momento por el Colegio Oficial de Agentes Comerciales de Murcia, haciéndola su patrona. Y finalmente la Cruz Guía, que desfiló por primera vez en el año 1956, completando así el cortejo actual conocido.
La Hermandad del Rescate es la segunda cofradía de estilo de silencio que sale a las calles murcianas, después de que lo hiciera la Cofradía de la Fe el Sábado de Pasión. Es la segunda más antigua dentro de este estilo; después de la Cofradía del Refugio.

## Pasos y hermandades
La cofradía del Rescate cuenta con 3 pasos y sus respectivas hermandades, por orden de salida en procesión:
- Cruz Guía. Obra de orfebería de Vicente Segura realizada en 1955. Va sobre trono de Miguel Ángel Lorente realizado en los años 90 con relieves del propio Vicente Segura. Pesa 600 kilos y va portado por 30 anderos.
- María Santísima de la Esperanza. Obra de José Sánchez Lozano en 1948. Cuenta con un manto confeccionado en la histórica Casa Lucas (restaurado en el 2010) y un trono diseñado por Miguel Ángel Lorente y ejecutado por Juan Lorente en los años 90 con 700 kilos de peso, llevado a hombros de 32 anderos.
- Nuestro Padre Jesús del Rescate. Anónimo del siglo XVII, cuenta con trono de Juan Lorente de 1990 que dispone de un peso de 700 kilos llevado a hombros de 32 anderos. Es una de las imágenes más veneradas de la ciudad, siendo objeto del más multitudinario besapie de Murcia, acto que se lleva a cabo -anualmente- durante el primer viernes del mes de marzo. En la procesión del Martes Santo, detrás del trono del Rescate van numerosas personas con velas haciendo promesas.

## Vestimenta

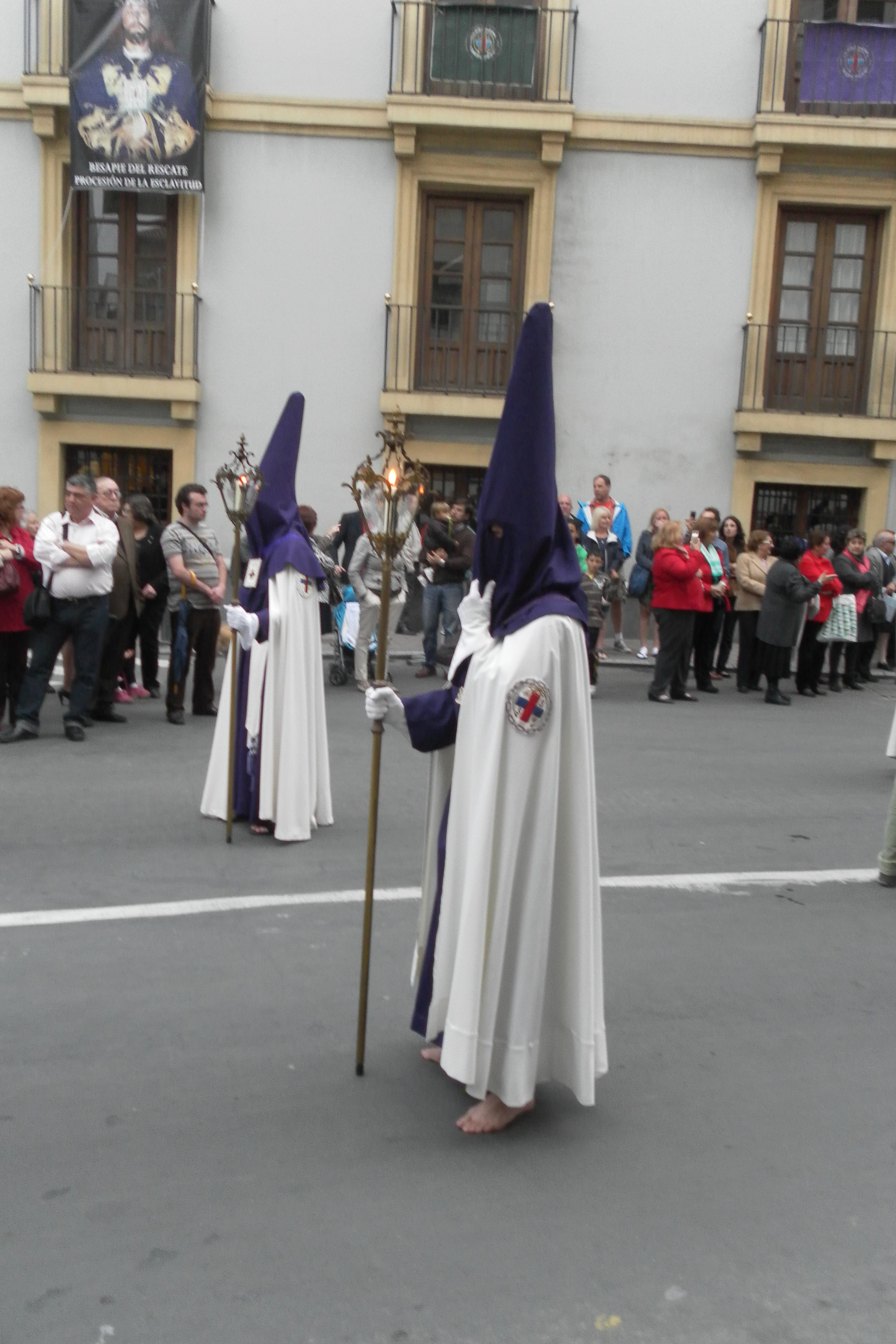
Túnica de la Hermandad del Rescate.

Capuz y túnica en azul-morado, capa blanca con escudo bordado, cíngulo y guantes blancos, sandalias negras y escapulario de la institución. En la Hermandad de la Virgen de la Esperanza, capuz y túnica en blanco, capa verde con escudo bordado, cíngulo y sandalias verdes, guantes blancos y escapulario de la institución. El paso de la Cruz Guía es portado por anderos con la túnica de la Hermandad del Rescate, pero también por anderos con túnicas de la Hermandad de la Virgen de la Esperanza de forma alterna.
Dentro del estilo de silencio en Murcia, la Hermandad del Rescate introdujo la novedad de la capa en la indumentaria nazarena. Algo que posteriormente usó la Cofradía de la Salud, que también desfila el Martes Santo. En las de estilo tradicional, solo lleva capa la Archicofradía del Resucitado. En el Rescate, los anderos que llevan los tronos (no son estantes porque los tronos descansan sobre patas), también lucen capa, algo con lo que no cuenta ninguna otra cofradía de Murcia.

## Música
En honor al Nuestro Padre Jesús del Rescate se compuso la marcha El Cristo del Rescate. Señor de Murcia, obra de José Ibáñez Barrachina, estrenada en 2017.
Del mismo autor es la marcha María Santísima de la Esperanza. Virgen del Rescate, estrenada en 2023 en conmemoración del 75 aniversario de la hechura de la titular mariana de la hermandad.

## Itinerario
Desde el Martes Santo del año 2015 el itinerario de la procesión del Rescate es: Plaza San Juan, Tahona, Arco de San Juan, plaza Ceballos, Pintor Villacis, Isidoro de la Cierva, plaza Apóstoles, calle Apóstoles, plaza Cardenal Belluga, Nicolás Salzillo, pl. Hernández Amores, Trapería, plaza de Santo Domingo, Merced, Alejandro Seiquer, plaza Cetina, Isidoro de la Cierva, pintor Villacis, plaza Ceballos, arco de San Juan, Tahona, plaza San Juan 
Uno de los momentos cumbre de la procesión es cuando la cofradía pasa por debajo del llamado arco de San Juan del antiguo Palacio de Floridablanca, situado en la calle Tahona. Quizás uno de los instantes de mayor belleza plástica de la Semana Santa de Murcia. También destaca la recogida, en una Plaza San Juan que recibe abarrotada y a oscuras a los titulares de la Hermandad.